# Giuseppe Licata
Giuseppe Licata (Sciacca, 4 novembre 1851 – Sciacca, 26 febbraio 1906) è stato un medico e politico italiano.
Fu professore pareggiato di Idrologia medica presso la facoltà di Medicina all'Università di Palermo. Dal 1893 come deputato Licata prese parte attivamente in parlamento alle discussioni di medicina e di igiene e in tutte le questioni riguardanti il suo Collegio. Favorì l'istituzione di un grande ricovero per le orfanelle e per le vecchie affidato alle Suore del Boccone del povero. Fu sindaco di Sciacca fino al settembre 1892 e direttore delle terme minerali di Selinunte.
Pubblicò varie memorie scientifiche in materia di igiene e di idrologia.

## Scritti
- Sciacca e le Terme Selinuntine (1881)
- Sull'importanza dei bagni di Sciacca e sull'indiririzzo pratico per migliorarli (1883)
- Il Tabacco (1899)